# Elżbieta Katoliková
Elżbieta Katoliková (9. října 1949 – 1. července 1983) byla polská atletka, halová mistryně Evropy v běhu na 800 metrů.

## Kariéra
V roce 1974 se stala halovou mistryní Evropy v běhu na 800 metrů. Čas 2:02,38 byl zároveň evropským halovým rekordem. Na stejné trati získala na halovém mistrovství Evropy bronzovou medaili v letech 1973 a 1977. Získala také stříbrnou medaili na Evropských halových hrách v roce 1969 jako členka štafety na 1+2+3+4 kola. Její osobní rekord v běhu na 800 metrů 1:57,26 pochází z roku 1980.
Zemřela při autonehodě v roce 1983.